# Fran Navarro
Francisco José Navarro Aliaga, noto semplicemente come Fran Navarro (Valencia, 3 febbraio 1998), è un calciatore spagnolo, attaccante del Braga, in prestito dal Porto.

## Caratteristiche tecniche
È un centravanti.

## Carriera

### Club
Cresciuto nel settore giovanile del Valencia, debutta con la squadra riserve il 19 aprile 2015 in occasione dell'incontro di Segunda División B pareggiato 0-0 contro l'Olot.
Il 5 luglio 2023, Navarro viene acquistato dal Porto, nella Primeira Liga portoghese, con cui firma un contratto quinquennale.
Il 31 dicembre dello stesso anno, viene ceduto in prestito all'Olympiacos, nella massima serie greca, con diritto di riscatto fissato intorno ai 7,5 milioni di euro.

### Nazionale
Ha giocato nella nazionale spagnola Under-17.

## Statistiche

### Presenze e reti nei club
Statistiche aggiornate al 1º gennaio 2024.
| Stagione           | Squadra            | Campionato         | Campionato | Campionato | Coppe nazionali | Coppe nazionali | Coppe nazionali | Coppe continentali | Coppe continentali | Coppe continentali | Altre coppe | Altre coppe | Altre coppe | Totale | Totale |
| Stagione           | Squadra            | Comp               | Pres       | Reti       | Comp            | Pres            | Reti            | Comp               | Pres               | Reti               | Comp        | Pres        | Reti        | Pres   | Reti   |
| ------------------ | ------------------ | ------------------ | ---------- | ---------- | --------------- | --------------- | --------------- | ------------------ | ------------------ | ------------------ | ----------- | ----------- | ----------- | ------ | ------ |
| 2014-2015          | Valencia Mestalla  | SDB                | 2          | 0          |                 | -               | -               |                    | -                  | -                  |             | -           | -           | 2      | 0      |
| 2015-2016          | Valencia Mestalla  | SDB                | 4          | 1          |                 | -               | -               |                    | -                  | -                  |             | -           | -           | 4      | 1      |
| 2016-2017          | Valencia Mestalla  | SDB                | 4          | 2          |                 | -               | -               |                    | -                  | -                  |             | -           | -           | 4      | 2      |
| 2017-2018          | Valencia Mestalla  | SDB                | 31         | 4          |                 | -               | -               |                    | -                  | -                  |             | -           | -           | 31     | 4      |
| 2018-2019          | Valencia Mestalla  | SDB                | 35         | 9          |                 | -               | -               |                    | -                  | -                  |             | -           | -           | 35     | 9      |
| 2019-2020          | Lokeren            | D1                 | 12         | 1          | CB              | 2               | 1               |                    | -                  | -                  |             | -           | -           | 14     | 2      |
| 2020-2021          | Valencia Mestalla  | SDB                | 22         | 11         |                 | -               | -               |                    | -                  | -                  |             | -           | -           | 22     | 11     |
| 2021-2022          | Gil Vicente        | PL                 | 32         | 16         | CP+CdL          | 0+2             | 0               |                    | -                  | -                  |             | -           | -           | 34     | 16     |
| 2022-2023          | Gil Vicente        | PL                 | 34         | 17         | CP+CdL          | 4+2             | 2               | UECL               | 3                  | 2                  |             | -           | -           | 40     | 21     |
| Totale Gil Vicente | Totale Gil Vicente | Totale Gil Vicente | 66         | 33         |                 | 8               | 2               |                    | 3                  | 2                  |             |             |             | 74     | 37     |
| 2023-gen.2024      | Porto              | PL                 | 6          | 0          | CP-CdL          | 2+0             | 1+0             | UCL                | 1                  | 0                  | SP          | 1           | 0           | 9      | 1      |
| gen.-giu.2024      | Olympiacos         | SLE                | 0          | 0          | CG              | 0               | 0               | UEL+UECL           | 0+0                | 0+0                | -           | -           | -           | 0      | 0      |
| Totale carriera    | Totale carriera    | Totale carriera    | 182        | 61         |                 | 12              | 4               |                    | 4                  | 2                  |             | 1           | 0           | 199    | 67     |

## Palmarès

### Competizioni internazionali
- UEFA Conference League: 1

Olympiakos: 2023-2024